# 羽叶楤木
羽叶楤木（学名：Aralia plumosa）为五加科楤木属的植物。分布于中国大陆的四川等地，生长于海拔2,300米至2,700米的地区，一般生于丛林中，目前尚未由人工引种栽培。